# 里瓦罗内
里瓦罗内（義大利語：Rivarone），是意大利亚历山德里亚省的一个市镇。总面积6.08平方公里，人口372人，人口密度61.2人/平方公里（2009年）。ISTAT代码为006145。